# Vezo (Ethnie)

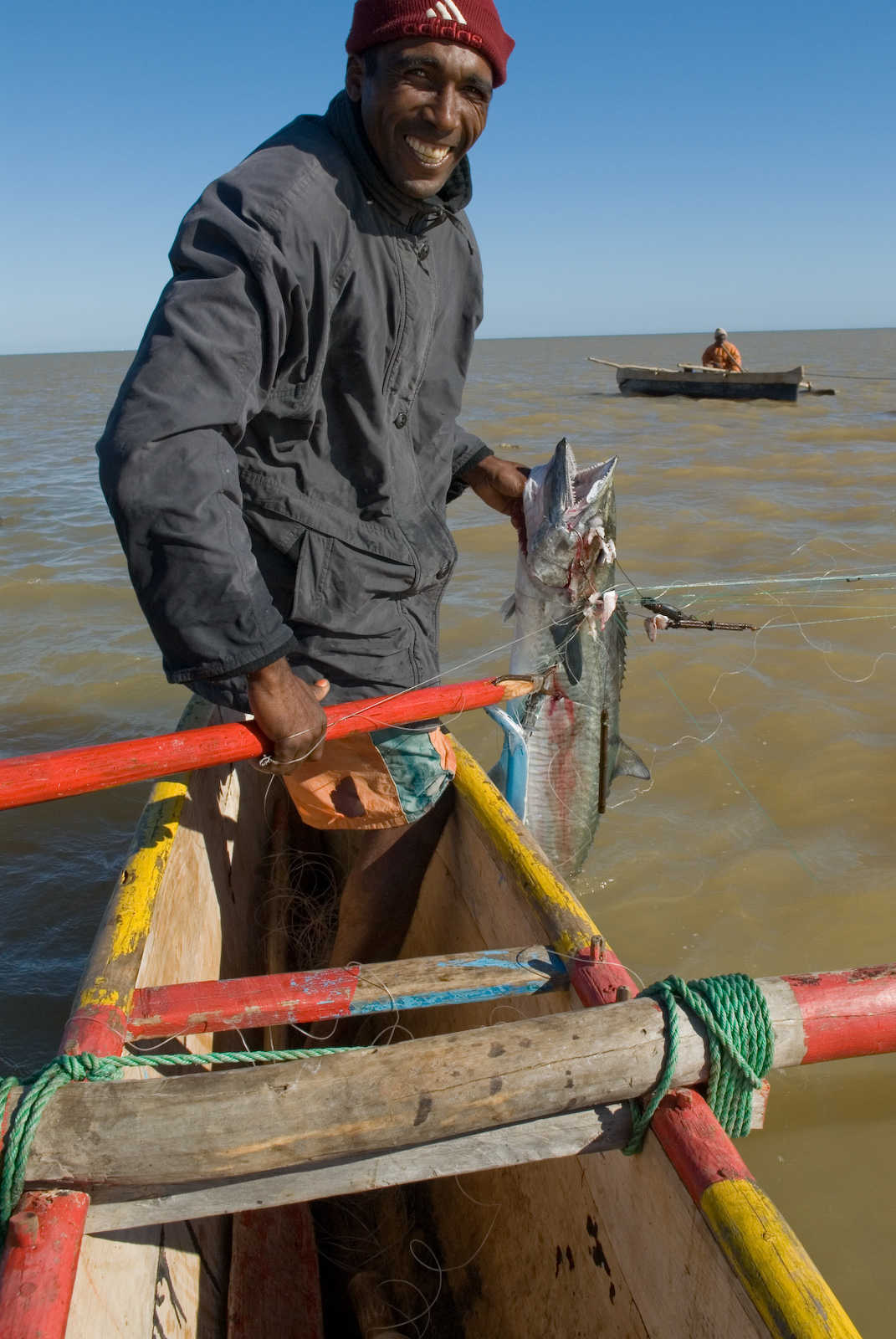
Fischer von der Ethnie der Vezo.

Die Vezo sind eine ethnische Gruppe in Madagaskar. Die Bezeichnung wird für eine halb-nomadische Gruppe im südlichen Madagaskar verwendet, die als Fischer leben. Die Vezo sprechen einen Dialekt des Malagasy, eine Malayo-Polynesische Sprache. Sie leben hauptsächlich in der Küstenzone von Madagaskars Westküste zwischen Toliara und Mahajanga.

## Name
„Vezo“ bedeutet wörtlich „die Leute, die fischen“. Nach anderen Übersetzungen auch: „mit dem Meer kämpfen“.

## Ethnische Identität

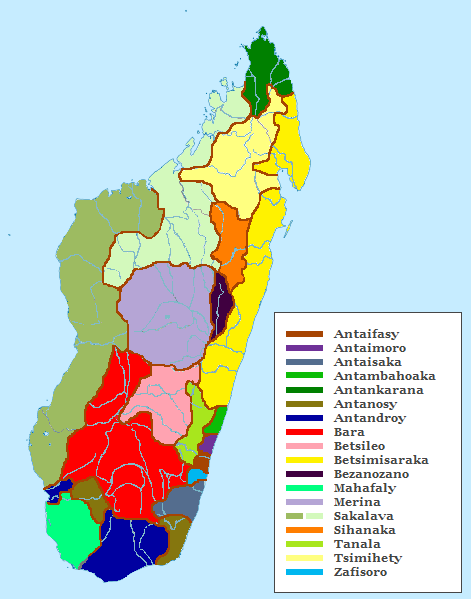
Verbreitung der ethnischen Gruppen in Madagaskar. Die Vezo werden zusammen mit den Sakalava aufgeführt.

Vezo identifizieren sich selbst nicht mit einer bestimmten Foko, sondern mit ihrem Lebensstil. Sie leben an der Westküste von Madagaskars zwischen Toliara und Mahajanga. Wie die meisten anderen ethnischen Gruppen Madagaskars kann ihr Ursprung direkt auf eine Vermischung von Austronesischen Siedlern aus Asien und eingewandertes Bantustämme aus Ostafrika zurückgeführt werden. Sie betonen nachdrücklich, dass sie weder einen gemeinsamen Ursprung noch ein gemeinsames Wesen haben müssten. Ihre Identität ist vielmehr kontextabhängig und wird eher in erlernten Fertigkeiten wie Fischen oder Schwimmen und den dadurch entstehenden Schwielen verkörpert als in einem gemeinsamen Ursprung. Aufgrund ihrer halbnomadischen Meereswanderungen ist ihre Population schwer zu bestimmen und wurde durch Zählen der Einbaumkanus, die Pirogen genannt werden (auf Madagassisch „lakanas“), in Madagaskar geschätzt. Der Vezo-Stamm stammt aus dem Südwesten Madagaskars.

## Gründungsmythos und Geschichte
Die Ursprungserzählung, warum drei Clans der Andavadoaka ihre früheren Dörfer verließen, und, wie sie in ihr heutiges Siedlungsgebiet Andavadoaka zogen, erzählt, dass sie regelmäßigen Invasionen durch Banditen ausweichen wollten. Plünderer aus Inlandgebieten attackierten oft das alte Dorf einige Kilometer weiter nördlich. Als Pazifisten verteidigten die Vezo selten ihren Besitz. Um diese Angriffe zu beenden, nutzten sie ihre Kenntnisse über die einheimischen Fischarten, um giftige Rotfeuerfische und Grundeln zu fangen, die sie kurz vor dem erwarteten Angriff kochten und im Dorf verstreuten. Nachdem sie die Giftfalle vorbereitet hatten, segelten die Dorfbewohner in ihren Pirogen zu den vorgelagerten Inseln, um sich vor den Banditen zu verstecken. Diese erwarteten ein leeres Dorf und wussten, dass die Vezo immer vor Angriffen fliehen. Die ahnungslosen Banditen kamen an und verzehrten die zurückgelassenen Lebensmittel. Viele der Banditen starben. Als die Einwohner zurückkamen, sahen sie die Leichen der vergifteten Banditen und bezeichneten sie als diejenigen, die durch den Verzehr von Rotfeuerfischen (Moroy) gestorben waren. Von da an nannten sie das Dorf die „Toten von Moroy“ oder „Tratna amy moroy“. Der Name des Dorfes lautet bis heute Antsatsamoroy.
Attacken durch Banditen gibt es bis heute. Immer wieder bedrohen Viehdiebe (cattle rustlers, dahalo/malaso), Einwohner und stehlen Rinder von Weiden im Dornwald. es kommt hin und wieder zu Todesfällen, doch gewöhnlich fliehen die Vezo auf ihren Pirogen zu den nahegelegenen Inseln Nosy Hao und Nosy Ve.
Eine zweite Ursprungsgeschichte für den Namen „Andavadoaka“ bezieht sich auf die Landschaftsformen: Müde von den Angriffen suchten die Dorfbewohner nach einem Ort, der sowohl vor Land als auch vor dem Meer verborgen war, wo es für Plünderer schwieriger war, zufällig auf das Dorf zu stoßen. Ihr gewählter Ort war eine Senke zwischen den umliegenden Kalksteinfelsen auf den abgeflachten Sanddünen einer geschützten Bucht. Die Beschreibung der Lage des Dorfes lautete die „Senke“ (lavaka) zwischen den Hügeln. Östlich des Dorfes befindet sich ein Hügel voller Höhlen. Die Frage „lavaka aiza?“ (Wo ist das Loch?) und die Antwort „lavaka vato“ (Das Loch ist im Felsen) lieferten den Namen des Dorfes – „Andavadoaka“.

## Gesellschaft

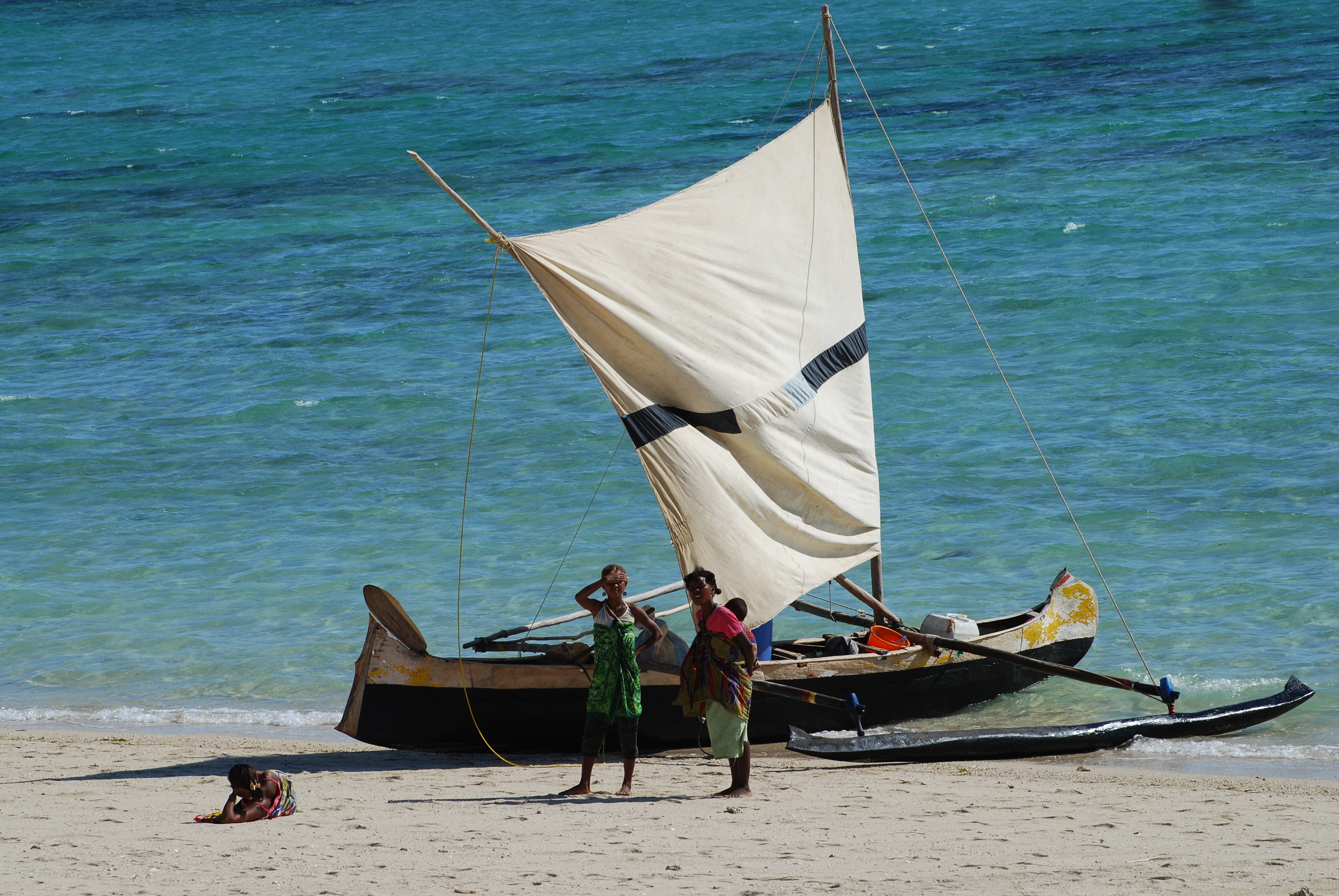
Traditionelles Fischerboot lakana, Madagascar.

Die Vezo sind ein Fischervolk, das einen Küstenstreifen bewohnt, der sich von Intampolo im Süden bis Morondava im Norden im Südwesten Madagaskars erstreckt. Andavadoaka ist ein Dorf, dessen Einwohner dem Stamm der Vezo angehören. Es hat 1.200 Einwohner, von denen über 50 % unter 15 Jahre alt sind. Das Haushaltseinkommen stammt hauptsächlich aus der Fischerei. Die Fischer nutzen die Mangroven als Bauholz, Brennholz und zum Fischen. Die Fischer betreiben handwerkliche Fischerei, die auf Pirogen (Kanus, die durch Aushöhlen eines großen Baumstamms hergestellt werden) basiert, die mit Segel und Paddel angetrieben werden, und der Großteil des Fischfangs erfolgt 5 km oder weniger von der Küste entfernt. Männer fischen überwiegend mit Leinen, Netzen und Speeren. Frauen suchen in den Riffflächen nach wirbellosen Tieren wie Tintenfischen und Seegurken. Fischverkauf, -verarbeitung und -handel ergänzen das lokale Einkommen, ebenso wie Tourismus und lokaler Handel.
Die Vezo trieben traditionell Handel mit den benachbarten Agro-Forst-Kulturen, den Masikoro. Außerdem tauschten sie Fisch gegen Honig und Knollen mit den Mikea. Der verstärkte Handel hat jedoch den Tauschhandel zu einer bargeldbasierten Wirtschaft verändert. Außerdem hat der Anstieg des Fischexports aus Madagaskar Fischverarbeitungs- und -exportunternehmen wie Murex und Copefrito (jetzt im Südwesten tätig) in die Region gelockt. Ihre Aufkäufe von Meeresprodukten haben die Nachfrage nach Fisch erhöht und die Geldwirtschaft gestärkt. Neben dem Muschelsuchen in den Riffbecken sind es die Frauen, die den Fang verkaufen, den die Männer ihnen bringen. Von ihrem Verdienst kaufen die Frauen Reis, das Grundnahrungsmittel, sowie andere wichtige Nahrungsmittel und verschiedene Luxusartikel. Die Kinder gehen in das einzige Schulgebäude des Dorfes, wo es zwei ausgewiesene Lehrer gibt. Wegen des verfallenden öffentlichen Verwaltungsapparats in Madagaskar sind das Gebäude und die Lehrer jedoch kaum jemals besetzt. Wenn Kinder im Gebäude sind und der Lehrer nicht zu viel Kreide hat, besteht der Unterricht größtenteils darin, Buchstaben, Zahlen und kurze Sätze von der Tafel auf die Tafel des Kindes im Format A5 zu übertragen. Verständlicherweise dürfen die vielen Kinder, die keine Tafel besitzen, in der sengenden Hitze draußen spielen.
Familienbande sind bei den Vezo äußerst wichtig und die Älteren genießen in der Gemeinschaft großen Respekt. Familien versorgen sich oft gegenseitig, wobei jüngere Mitglieder Boote für die Älteren bauen. Die Aufrechterhaltung der Familienbande ist wichtig, um sicherzustellen, dass man im Alter oder nach einem Unfall oder einer Krankheit versorgt ist. Familienbeziehungen sind für Vezo-Fischer besonders wichtig, da sie den Zugang zu Meeresressourcen und Fischereiausrüstung bestimmen.

## Kultur
Die Vezo haben offizielle kulturelle Zeremonien, die Fomba genannt werden. Dazu gehören Bilo, Tromba, Savatse, Takasy und Soro. Alle diese Zeremonien, außer Takasy, werden (mit einigen Variationen) auch von den benachbarten Masikoro im Landesinneren praktiziert.
Die Beschneidungszeremonie dauert normalerweise von 4 bis 9 Uhr morgens. Die Eltern bitten einen weisen Ältesten, den besten Termin und die beste Uhrzeit für die Zeremonie vorzuschlagen und eine Krankenschwester oder einen Arzt zu finden, der weiß, wie die Beschneidung durchgeführt wird. Familienmitglieder werden eingeladen, an der Zeremonie teilzunehmen, und einer der Onkel hält das Kind während der Zeremonie. Nach dem körperlichen Schnitt wird Alkohol getrunken. Nach der Zeremonie wird das Kind Savatse genannt.

### Fady
Das Gemeinschaftsleben der Vezo wird, wie auch anderswo in Madagaskar, von zahlreichen Fady (Tabus) bestimmt. Im Laufe des Lebens ist ein Vezo-Mann der Gefahr ausgesetzt, sich mit Hanimboky anzustecken, einer sehr unangenehmen Krankheit, die nur Männer befällt. Der Name bedeutet wörtlich „geschwollen/voll mit Nahrung“, weshalb es als eine männliche Schwangerschaft angesehen wird. Ein an Hanimboky erkrankter Mann leidet unter Verstopfung, was dazu führt, dass sein Magen anschwillt, bis er dem Bauch einer schwangeren Frau ähnelt. Die Krankheit wird durch Nahrung verursacht, die die männlichen Verwandten einer sexuell aktiven Frau von ihr angenommen und gegessen haben. Die Nahrung gilt als schmutzig, denn man nimmt an, dass die Frau sie mit „tangy“ erhalten hat, den Geschenken, die ihr Liebhaber ihr für den Sex mit ihm gibt. Wenn ein Mann Nahrung von einer seiner weiblichen Verwandten annimmt, ist es daher so, als würde er Nahrung vom Liebhaber der Frau erhalten; wenn ein Mann solche Nahrung annimmt, wird er in eine sehr untergeordnete Position gebracht. Im Wesentlichen werden sie vom Liebhaber ihrer Tochter oder Schwester so behandelt, als wären sie Frauen.

### Bestattungsriten
Vezo-Friedhöfe liegen im Wald, weit weg von den Dörfern und sind durch die Vegetation so gut verborgen, dass sie als „für das Auge unsichtbar“ gelten. Die Friedhöfe müssen auf diese Weise verborgen werden, weil der Anblick von Gräbern die Menschen traurig und unglücklich macht. Friedhöfe sind keine Orte, die die Vezo gerne und oft besuchen. Man geht nicht einfach in der Nähe des Friedhofs spazieren. Die Lebenden nähern sich einem Friedhof nur, wenn sie eine Leiche tragen oder wenn sie für die Toten „arbeiten“ müssen, wie etwa Gräber ausheben und Grabmäler bauen. Im Westen Madagaskars sind die Grabskulpturen der Sakalava und Vezo international bekannt für ihre erotischen Holzfiguren, die oft beim Geschlechtsverkehr dargestellt werden und übergroße Phallus und Brüste zeigen. Es ist nicht bekannt, warum die Skulpturen diese Art von Erotik aufweisen, aber es könnte mit dem Tourismus zu tun haben.
Auch nach dem Tod ihrer Vorfahren halten die Vezo sie in viele verschiedene Angelegenheiten involviert. Viele Ereignisse im produktiven, reproduktiven und sozialen Leben einer Vezo-Familie erfordern, dass die Toten umgehend informiert werden, beispielsweise wenn jemand beabsichtigt, vorübergehend an einen Ort zum Angeln zu ziehen, wenn jemand in ein neu gebautes Haus zieht oder ein neues Kanu zu Wasser lässt, wenn jemand eine schwierige Geburt hat oder wenn ein Neugeborenes zum ersten Mal aus dem Haus gebracht wird, wenn jemand kurz vor einer Schulprüfung steht, wenn schwierige Worte gesprochen wurden, die das Herz der Menschen vor Wut schwer machen, wenn der zu Besuch kommende Anthropologe ankommt oder geht und so weiter. Es ist die Verantwortung des ältesten Familienoberhaupts, die Toten anzurufen und mit ihnen zu sprechen, sie um Schutz oder Vergebung zu bitten und sicherzustellen, dass sie über die Ereignisse des Lebens gut informiert bleiben – denn wann immer die Toten Gründe haben, „überrascht“ zu sein, werden sie Fragen stellen wollen und damit den Lebenden Ärger bereiten.
Die Toten kommunizieren mit ihren lebenden Nachkommen durch die Träume, die sie in ihnen hervorrufen. Denn wenn ein Mensch stirbt, hört die Atmung auf, der Körper wird steif, kalt und beginnt bald zu stinken und zu verwesen. Aber wenn ein Mensch stirbt, verlässt der „Geist“ – bis zum Moment des Todes als „Fanahy“ bekannt – den Körper für immer. In seiner neuen körperlosen, geisterhaften Form ist der Geist – jetzt als „Angatse“ bekannt – unsichtbar und bewegt sich wie der Wind. Um von lebenden Menschen gesehen zu werden, betritt er ihre Träume, wo er zusammen mit seinem ursprünglichen, unversehrten Körper erscheint, genau wie er war, als die Person noch lebte.

### Hazomanga
Der Hazomanga ist ein Ältester einer Familie oder eines Clans, der als Vermittler zwischen den Ahnen und seinem Familienmitglied fungiert. Zu seinen Aufgaben gehört es, Zeremonien zu beaufsichtigen und bei Bedarf die Ahnen um Rat zu fragen. Der ranghöchste Hazomanga des Dorfes in Andavadoaka ist auch der Dorfhistoriker und Mitglied eines der drei Gründerclans von Andavadoaka. Er nimmt an Dorfveranstaltungen teil, wenn die Gemeinde der Ansicht ist, dass dafür die Erlaubnis oder Rücksichtnahme der Ahnen erforderlich ist. Bei jeder Konsultation mit den Ahnen opfert der Hazomanga Rum. Bei besonders wichtigen Anlässen kann ein Zebu geopfert werden.

## Wirtschaft
Vor der Küste Madagaskars ist die Überfischung zu einem großen Problem geworden. Die Vezo sind vollständig auf die Fischerei angewiesen. Seit 2.000 Jahren befahren sie den Abschnitt des Indischen Ozeans, der Madagaskar vom afrikanischen Kontinent trennt, in handgefertigten Pirogen. Immer mehr kommerzielle Boote, hauptsächlich aus Asien und Europa, fischen in denselben Gewässern. Daher ist es für die traditionellen Fischer schwierig, auf dem Markt zu konkurrieren. Als Reaktion darauf fischen viele Vezo Hunderte von Meilen vor der Küste und verbringen sechs bis neun Monate im Jahr in rauen und gefährlichen Gewässern auf der Suche nach Haien und Seegurken, die auf den asiatischen Fischmärkten sehr gefragt sind. Einige bringen ihre Familien und ihren gesamten Besitz mit und errichten ihr Lager auf Sandbänken weit weg von der Zivilisation.
Die derzeitigen Fischereipraktiken müssen geändert werden. Erfolgreiche handwerkliche Fertigkeiten sollten beibehalten, destruktive Fischereipraktiken abgeschafft und neue Fischereitechnologien eingeführt werden. Das Fehlen eines Systems, das es den lokalen Nutzern ermöglicht, die Fischereibedingungen gemeinsam zu bewerten und eine gemeinsame Vision zu definieren, ist das Hauptproblem der traditionellen Vezo-Fischer. Sie sind sehr gut darin, die Veränderungen der Fischfänge im Laufe der Zeit zu verfolgen und haben ein besseres Verständnis für die vielfältigen Nutzungsmöglichkeiten der verfügbaren Lebensräume, aber wenn es darum geht, ihr Wissen in einem System zu bündeln, schaffen sie es allein nicht. Dies zeigt, dass traditionelle Methoden zur Problemlösung es nicht geschafft haben, in die heutige Zeit zu gelangen. Traditionelle Führer spielten früher eine wichtige Rolle bei der Erhaltung des Reichtums der Gemeinschaft, indem sie den Ressourcennutzern nach bestem Wissen und Gewissen Orientierung gaben. Diese Rolle wurde durch mehrere Faktoren geschwächt, darunter auch ihren sozialen Status.
Auch die Einrichtung eines Meeresschutzgebiets führte kurzfristig nicht zu einer nennenswerten Verbesserung der Haushaltseinkommen. Man hofft jedoch, dass dieser Ansatz mittel- und langfristig einen viel größeren Einfluss auf die gezielte Fischerei haben wird. Aus biologischer Sicht legt ein größerer weiblicher Oktopus beispielsweise tendenziell viel mehr Eier als Jungtiere. Wenn Oktopusse in einem geschlossenen Fischgrund ein paar Monate länger wachsen, können sie größer werden.
Die Vezo haben eine lange Geschichte der Jagd auf Schildkröten zur Selbstversorgung und der damit verbundenen kulturellen Traditionen. Nach lokalem Recht sind Schildkröten jedoch durch das 1923 verabschiedete Dekret 24 geschützt, welches nur selten durchgesetzt wurde. Das geringe Fortpflanzungspotenzial und die verzögerte Geschlechtsreife der Schildkröten machen alle Arten für eine intensive Befischung ungeeignet. Schon im frühen 20. Jahrhundert wurde berichtet, dass Schildkröten eine wichtige Rolle in der madagassischen Fischerei spielen. Die Zahl der Karettschildkröten ist zurückgegangen und die Brutpopulationen sind verschwunden. Das Plündern der Schildkrötennester und die Jagd nach Fleisch und Panzern gelten als Hauptursache für den Rückgang von vier der fünf Arten in der Region.
Es werden eine Reihe von Maßnahmen ergriffen, um die Fischbestände wiederherzustellen und die Lebensweise der Vezo zu erhalten. ReefDoctor ist eine wichtige Nichtregierungsorganisation in diesem Bemühen und führt ein laufendes Programm durch, das darauf abzielt, die Artenvielfalt und Biomasse der Fische durch die Einführung künstlicher Lebensräume zu verbessern.